# Dunaix ben Labrat
Dunaix ben Labrat o Dunaix ben Labrat ha-Leví (hebreu: דונש בן לברט הלוי, Dunash ben Labrat ha-Levi‎; àrab: دناش بن لبراط, Dunāx ibn Labrāṭ) (Fes, ca. 925-Còrdova, ca. 990) fou un gramàtic i poeta jueu establert a l'Àndalus.
El seu nom hebreu era Adonim, אדונים, que significa ‘senyors' o ‘dons’, que en escriure-ho en hebreu és דוֹנְש, que, a causa de la manca de puntuació vocàlica, es va tergiversar en donas, dunas, o dunaix.

## Biografia
Nascut a Fes, es traslladà a Bagdad per estudiar a l'acadèmia de Sura, on fou deixeble del gaon Saadia ben Yosef al voltant de l'any 940, i després donà classes a l'acadèmia. D'allà es traslladà a Fes, on continuà estudiant i exercí com a mestre. A l'entorn de 960 passà a Còrdova, bé pel prestigi adquirit per la ciutat o bé per haver-hi estat invitat pel polític, mecenes i erudit Hasday ibn Xaprut, com a professor en l'escola per ell fundada.
En aquest temps, vora l'any 960, escriguí les Tēshuvot (Respostes), una crítica al Maḥberet o Lèxic de l'hebreu bíblic de Menahem ben Saruq, on qüestionà la interpretació dels arrels de les paraules, les accepcions i les concepcions teològiques, i aconseguí que Menahem perdés el mecenatge de Hasday ibn Xaprut, i fins i tot, acabà a la presó. A les seves refutacions el contestaren els deixebles de Ben Saruq amb les Tēshuvot Talmidey Mĕnaḥem, i a aquestes els contestà Yehudi ibn Sheshat, un deixeble seu, amb unes altres Tēshuvot. Aquesta polèmica inaugurà l'edat daurada de la filologia hebrea a l'Àndalus.
Dunaix inicià, durant el seu període d'estudis a Sura, una nova versificació hebrea amb la introducció de la mètrica àrab. Estigué casat amb una dona culta, possiblement la filla de Hasday ibn Xaprut, la qual escriví poemes hebreus amb mètrica àrab, com el seu marit, i fou la primera poetessa jueva des de temps bíblics, des de Míriam i Dèbora. En particular destaca una composició sobre l'exili.
Molts anys després, poc abans de la seva mort, escriguí el Sefer Tiqqun Shegagot, una crítica contra les idees gramaticals del seu mestre Saadia ben Yosef, amb un canvi profund respecte a les seves Tēshuvot en la terminologia gramatical. En aquest llibre agafà la formulació de les arrels hebrees de tres lletres, seguint Judà ben David Hayyuj.
Morí a Còrdova al voltant de l'any 990.

## Obra
En tota la seva obra Dunaix intenta que l'hebreu recupere la posició com a idioma creatiu, com l'idioma exclusiu de la societat jueva. Dunaix, creador de nombroses poesies religioses, se situa en el centre d'un nou corrent aparegut a l'occident musulmà, amb l'obertura a temes profans, en el seu cas estem en un estadi inicial, on ja apareixen temes com l'amor, el vi i la vida, i les lloances a personatges il·lustres.

### Gramàtica
- Tēshuvot (Respostes). Crítica al Maḥberet o Lèxic de l'hebreu bíblic de Menahem ben Saruq.
- Sefer Tiqqun Shegagot. Crítica a les idees gramaticals de Saadia ben Yosef.[10]

### Poesia
Els poemes foren promptament oblidats, i sols uns pocs versos religiosos li foren atribuïts per aparèixer l'acròstic del seu nom. En els darrers anys s'han anat recopilant.
La seva poesia està basada en el timbre de les vocals, substituint la quantitat vocàlica pròpia dels poemes àrabs, ja que en hebreu aquest tret no existeix, i estableix una nova mètrica.